# Escalas de insegurança alimentar
Escalas de insegurança alimentar são maneiras de classificar o nível de segurança alimentar, de situações onde populações inteiras tem alimentação adequada até uma fome em massa. A palavra "fome" é extremamente emotiva e de forte conotação política, existindo uma extensiva discussão entre as agencias de ajuda internacional que oferecem ajuda alimentar, sobre o que essa palavra significa. Por exemplo, em 1998, apesar do aparecimento de uma fome em massa ao sul do Sudão, uma enorme quantidade de doações acabaram indo para a Guerra de Kosovo. Esta ambiguidade sobre se está ocorrendo ou não uma crise humanitária por conta da fome, e a falta de um critério comum para diferenciar os níveis de insegurança alimentar, acabaram criando novo interesse para definições precisas. Assim como diferentes níveis de insegurança alimentar demandam diferentes tipos de resposta, existem várias maneiras de mensurar a fome propostas para ajudar as agencias determinarem uma reposta apropriada.

## Métodos de medição
A tensão que tem existido entre todas as tentativas de definir fome vem de entender se ela é um evento ou processo. Num primeiro caso, fome em massa pode ser definida como um evento em que várias pessoas morrem por falta de alimentos em uma localidade ou região. Num segundo caso, fome em massa é descrito como uma cronologia começando com perturbações que gradualmente levam para morte em massa. Porém, estas definições generalizadas tem pouca utilidade para quem está implementando ajuda, já que "região", "dispersão", etc, continuam indefinidos.
Um dos primeiros métodos de medição foi os códigos de fome Indiano desenvolvidos pelo Reino Unido colonial durante a década de 1880. Os códigos da fome foram definidos em níveis de insegurança alimentar: quase escasso, escasso, e fome. "Escasso" era definido como três anos consecutivos de falha da colheita, campos de colheita com 1/3 ou 1/2 do normal, e grandes populações sofrendo. "Fome" ainda incluía um crescimento no preço dos alimentos acima de 140% do normal, o momento das pessoas atrás de alimentos, e mortalidade generalizada. O código de fome de Punjab dizia: "Iminência da morte é o único critério para se declarar fome em massa". Inerente dos códigos da fome é a premissa que a fome em massa era um evento, não um processo.
A premissa básica dos códigos de fome Indiano formou a base para numerosos sistemas de alerta. Um dos mais eficazes é o sistema de alerta prévio do distrito de Turcana ao norte do Quênia cujos indicadores incluem: níveis da chuva, preços de mercado dos cereais, status do gado, condições da terra e quantidade de pessoas em projetos de comida por trabalho. Este sistema classifica três níveis de crise: alarme, alerta e emergência, cada um ligado a uma resposta pré planejada para mitigar a crise e tentar prevenir uma piora da situação.
Organizações internacionais respondendo à recentes crises de alimentos criaram métodos improvisados de medição. Em 2002, o Programa Alimentar Mundial das Nações Unidas criou os indicadores de "pré-fome" para a Etiópia e combinou ele com indicadores de níveis de nutrição para criar recomendações. A FSAU da FAO criou um sistema para Somália com quatro níveis: Não alerta (quase normal), alerta (requer atenção), crise de sobrevivência (estruturas básicas sociais ameaçadas) e emergência humanitária (morte em massa iminente).

## Estratégias de modo de vida
O sistema da FSAU é um dos vários recentes sistemas que fazem a distinção entre "salvar vidas" e "salvar estilo de vida". Antigos modelos concentravam simplesmente na mortalidade das vitimas da fome. Porém, agencias de ajuda gradualmente foram percebendo que os meios que as famílias e indivíduos ganhavam a vida eram ameaçados primeiro.
Fomes anteriores eram percebidas como uma ameaça aos indivíduos, mesmo grande número de indivíduos. Inerente nas estratégias de estilo de vida é que a fome é um problema social. Populações afetadas por escassez de alimentos tentam contornar o problema por forças de mercado (exemplo: vender bens por comida), e se apóiam na comunidade e nas estruturas familiares. É apenas quando essas estruturas entram em colapso, que os indivíduos enfrentam a fome em massa.
Durante as décadas de 1980 e 1990, estudos do processo em que as populações se adaptam a falta de alimentos, enquanto a segurança alimentar piorava, receberam bastante atenção. Quatro estágios foram identificados:
1. Estratégias reversíveis, em reposta a falta "normal" de alimentos, como racionamento e diversificação da renda.
2. Estratégias irreversíveis, em reposta a falta prolongada de alimentos, como vender gado de procriação e venda da terra, em que se comercializa sobrevivência a curto prazo em troca de dificuldade a longo prazo.
3. A falha dos métodos internos para tratar o problema e a total dependência de ajuda externa.
4. Fome e morte, o evento em caso de falha dos três métodos anteriores.

## Níveis nutricionais

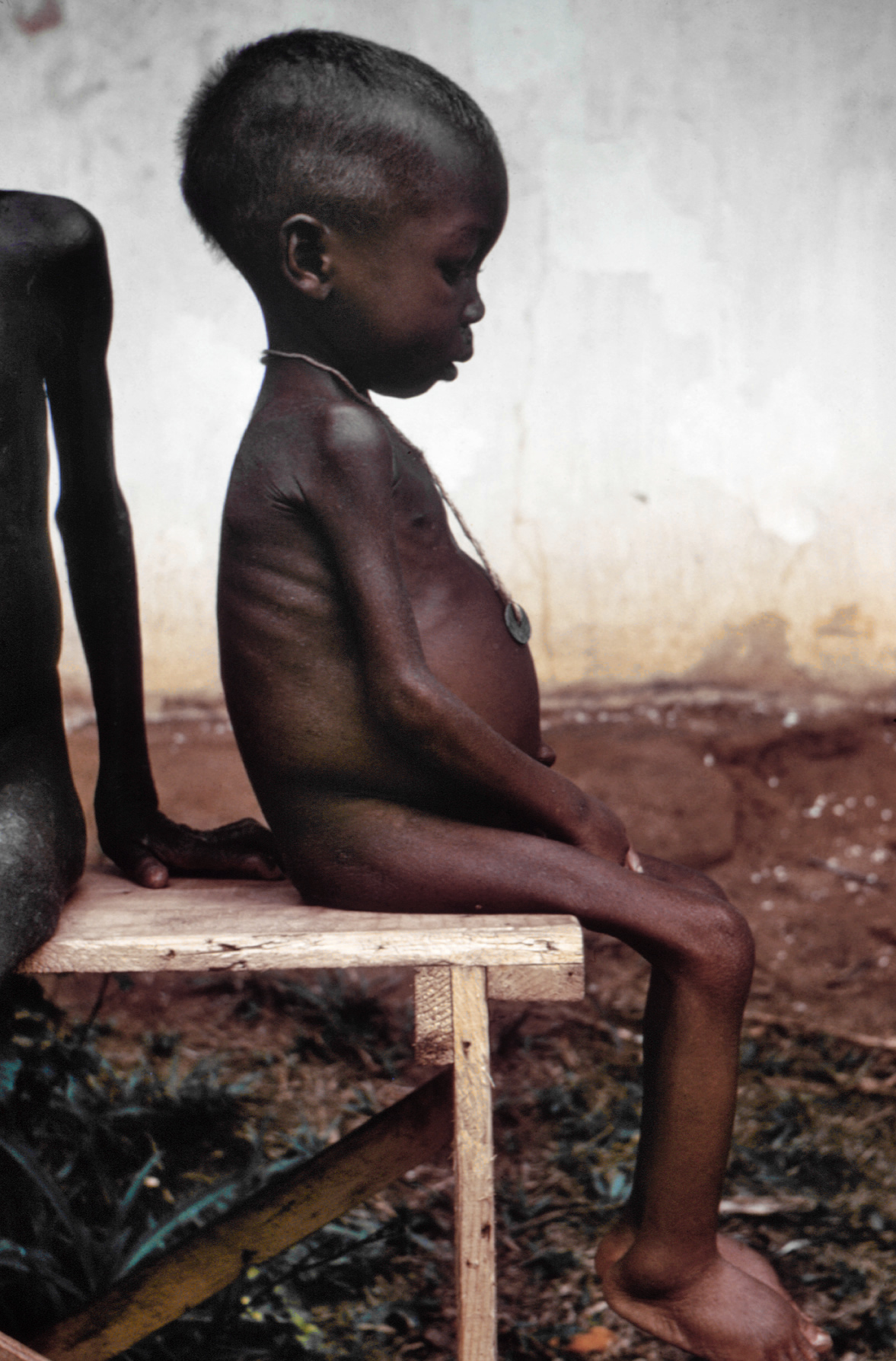
O Kwashiorkor tem como sintoma mais notável o abdome distendido, como nesta foto de uma vitima da fome africana.

Vários testes de nutrição foram propostos como pontos para níveis de insegurança alimentar. O sistema de informação nutricional de refugiados das Nações Unidas lista um número destes indicadores:
- Emagrecimento - definido como menos de -2 na escala padrão de peso do corpo, usualmente para crianças entre 6 e 59 meses
  - 5-10% = normal nas populações Africanas em condições sem seca.
  - Mais que 20% = situação séria
  - Mais que 40% = crise severa
- Kwashiorkor sempre é uma "causa de preocupação".
- Taxa bruta de mortalidade (TBM), número de mortes por 10 mil pessoas em um período
  - 1/10000/dia = situação séria
  - Mais que 2/10000/dia = emergência fora do controle
- Taxa de mortalidade abaixo de 5, o número de mortes de crianças com menos de 5 anos em um período de tempo
  - 2/10000/dia = situação séria
  - 4/10000/dia = situação fora do controle

O uso destes dados é contraditório. Existe um argumento que a taxa bruta de uma morte a cada dez mil por dia já é uma uma emergência fora do controle. Outros notam que enquanto o indicador é focado nas crianças, os pais as vezes reduzem seu próprio suprimento de alimento em favor de seus filhos. Então o uso de crianças pode ser um indicador tardio, indicando níveis de não emergência mesmo que os adultos já tenham chegado à níveis de crise completa. Má nutrição também não indica diretamente a disponibilidade de alimentos, ela pode ser resultado de doenças ou praticas ruins de tratamento das crianças, mesmo se alimentação adequada está disponível.

## Escalas combinadas de intensidade e amplitude
Em um influencial artigo publicado em 2004 por Paul Howe e Stephen Devereux, os dois da Universidade de Sussex, foi proposto uma escala combinada de intensidade e amplitude, incorporando muitos desenvolvimentos das décadas anteriores. A escala de intensidade é:
| Nível | Fase                  | Vidas                                                                              | Meio de vida |
| ----- | --------------------- | ---------------------------------------------------------------------------------- | --- |
| 0     | Alimentação segura    | Taxa bruta de mortalidade (TBM) < 0.2/10000/dia e emagrecimento < 2.3%             | Sistema social coeso, preço dos alimentos estáveis, estratégias de sobrevivência não são utilizadas. |
| 1     | Alimentação insegura  | 2.2 <= TBM < 0.5/10000/dia e 2.3% <= Emagrecimento < 10%                           | Sistema social coeso, preço dos alimentos instáveis, faltas sazonais, estratégias de sobrevivência reversíveis. |
| 2     | Crise alimentar       | 0.5 <= TBM < 1/10000/dia e 10% <= Emagrecimento < 20%, aparecimento de Kwashiorkor | Sistema social no limite mas ainda coeso, drástico aumento nos preços dos alimentos, aumento do uso de estratégias não reversíveis de sobrevivência. |
| 3     | Fome em massa         | 1 <= TBM < 15/10000/dia e emagrecimento >= 40%, prevalência de Kwashiorkor         | Sinais claros de quebra social, mercado entra em colapso, estratégias de sobrevivência exaustas, migração em busca de ajuda, abandono dos membros mais fracos da comunidade, população identifica falta de alimentos como o maior problema da sociedade |
| 4     | Fome em massa severa  | 5 <= TBM < 15/10000/dia e emagrecimento de 40%, prevalência de Kwashiorkor         | Quebra generalizada da sociedade, mercado acaba |
| 5     | Fome em massa extrema | TBM >= 15/10000/dia                                                                | Redes sociais destruídas por completo, morte em larga escala |

A escala de amplitude:
| Categoria | Fase                       | Escala da mortalidade |
| --------- | -------------------------- | --------------------- |
| A         | Carestia pequena           | 0-999                 |
| B         | Carestia moderada          | 1,000-9,999           |
| C         | Fome em massa              | 10,000-99,999         |
| D         | Grande fome em massa       | 100,000-999,999       |
| E         | Fome em massa catastrófica | 1,000,000 ou mais     |

Utilizando essas ferramentas, cada fome recebe uma designação de amplitude, mas os locais da região afetada são classificados com intensidades variadas. Na fome do Sudão de 1998 era uma C: Fome em massa, com intensidade de 5: Fome em massa extrema em Ajiep indo até 3: Fome em massa em Rumbek. Em comparação, a fome de 2000 na Etiópia no distrito de Gode seria classificado como B: Fome em massa moderada, e portanto demandaria menos dos recursos limitados de ajuda.
Enquanto cada organização trabalhando em área afetadas pela fome tem sua própria interpretação operacional de indicadores específicos, as ferramentas Howe-Devereux foram largamente adotados como ferramenta comum em que alertas de fome e ajuda são discutidos mundialmente, em particular quando é em larga escala. Isto levou o Programa Alimentar Mundial evitar de classificar a crise alimentícia de 2005 no Niger como fome em massa, já que os indicadores nunca deterioraram ao nível 3.